# مايك همفريز
مايك همفريز (بالإنجليزية: Mike Humphreys)‏ هو لاعب كرة قاعدة أمريكي، ولد في 10 أبريل 1967 في دالاس في الولايات المتحدة.

## وصلات خارجية
- مايك همفريز على موقعبيزبول رفرنس.كوم (الدوري الرئيسي) (الإنجليزية)
- مايك همفريز على موقعبيزبول رفرنس.كوم (الدوري الثانوي) (الإنجليزية)